# The Scarlet Oath
The Scarlet Oath er en amerikansk stumfilm fra 1916 af Frank Powell og Travers Vale.

## Medvirkende
- Gail Kane som Olga Pavloff / Nina Pavloff.
- Philip Hahn som Ivan Pavloff.
- Carleton Macy som Victor Karenin.
- Lillian Paige som Mrs. Victor Krenin.
- Alan Hale som John Huntington.